# Athénská akademie

Budova akademie

Athénská akademie (řecky: Ακαδημία Αθηνών, Akadimía Athinón) je řecká učená společnost, která svým názvem záměrně odkazuje na starověkou Platónskou akademii. Byla založena roku 1926. Podléhá řeckému ministerstvu vzdělávání, náboženství a sportu. Sídlí na ulici Panepistimiou, v budově, kterou navrhl dánský architekt Theophil Hansen, a která je vrcholným projevem historismu, konkrétně pak neoklasicismu. Stavba byla zahájena roku 1859, ale vlekla se a byla dokonce přerušena. Hotovo bylo až v roce 1885, celkové náklady se vyšplhaly na 2,8 milionu zlatých drachem. Drtivou většinu z nich poskytl magnát Simon Sinas. Sochařská vyýzdoba je z dílny Leonidase Drosise, na velkých sloupech před vchodem jsou sochy Athény a Apollóna, na štítě je rozpracován motiv zrození Athény. Kousek dále od vchodu jsou ještě sedící sochy Platóna a Sókrata. Na vnitřní sochařské výzdobě se podílel i český rodák Franz Melnitzky, malířská je dílem především Němce Christiana Griepenkerla. Po dokončení byla budova využívána Numismatickým muzeem, od roku 1914 Byzantským muzeem a státní archivem, roku 1926 byla předána akademii. Podle zakládací charty se akademie dělí do tří tříd: 1) přírodní vědy, 2) literatura a umění, 3) morální a politické vědy. Prvním prezidentem akademie byl geolog Fokion Negris. Akademie dnes spravuje čtrnáct výzkumných center, pět výzkumných kanceláří a Knihovnu Joannise Sykoutrise. V roce 2002 založila Nadaci pro biomedicínský výzkum.